# Canton du Pontet
Le canton du Pontet  est une circonscription électorale française située dans le département de Vaucluse, en région Provence-Alpes-Côte d'Azur.

## Historique
Un nouveau découpage territorial de Vaucluse entre en vigueur à l'occasion des premières élections départementales suivant le décret du 25 février 2014. Les conseillers départementaux sont, à compter de ces élections, élus au scrutin majoritaire binominal mixte. Les électeurs de chaque canton élisent au Conseil départemental, nouvelle appellation du Conseil général, deux membres de sexe différent, qui se présentent en binôme de candidats. Les conseillers départementaux sont élus pour 6 ans au scrutin binominal majoritaire à deux tours, l'accès au second tour nécessitant 12,5 % des inscrits au 1er tour. En outre la totalité des conseillers départementaux est renouvelée. Ce nouveau mode de scrutin nécessite un redécoupage des cantons dont le nombre est divisé par deux avec arrondi à l'unité impaire supérieure si ce nombre n'est pas entier impair, assorti de conditions de seuils minimaux. En Vaucluse, le nombre de cantons passe ainsi de 24 à 17.
Le canton du Pontet est créé par ce décret. Il est formé de communes issues des anciens cantons d'Avignon-Nord (1 commune), de Bédarrides (1 commune), de Pernes-les-Fontaines (1 commune) et de L'Isle-sur-la-Sorgue (2 communes). Avec ce redécoupage administratif, le territoire du canton s'affranchit des limites d'arrondissements, avec 1 commune incluse dans l'arrondissement de Carpentras et 4 dans l'arrondissement d'Avignon. Le bureau centralisateur est situé au Pontet.

## Représentation

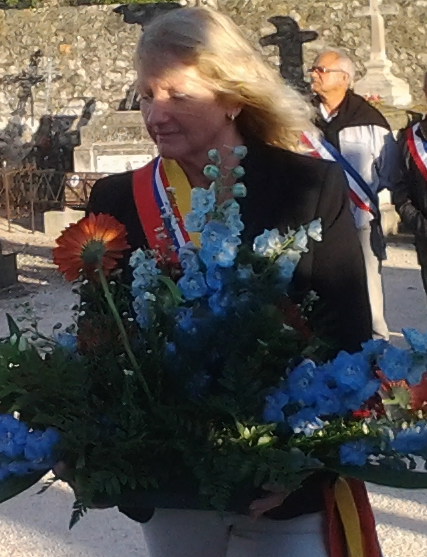
Danielle Brun le 25 septembre 2015 lors de la cérémonie en hommage aux Harkis à Vedène.

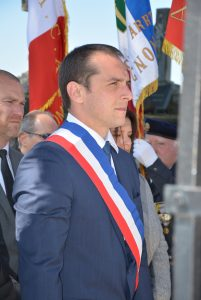
Joris Hébrard, maire du Pontet, conseiller départemental du Canton du Pontet

| Période élective | Période élective | Mandat         | Mandat         | Identité        | Nuance | Nuance | Qualité                     |
| ---------------- | ---------------- | -------------- | -------------- | --------------- | ------ | ------ | --------------------------- |
| 2015             | 2021             | 2015           | 2021           | Danielle Brun   |        | RN     | Retraitée du monde agricole |
| 2015             | 2021             | 2015           | 2021           | Joris Hébrard   |        | RN     | Maire du Pontet depuis 2014 |
| 2021             | 2028             | 2021           | en cours       | Danielle Brun   |        | RN     | Conseillère sortante        |
| 2021             | 2028             | 2021           | Septembre 2022 | Joris Hébrard   |        | RN     | Conseiller sortant          |
| 2021             | 2028             | Septembre 2022 | en cours       | Nicolas Humbert |        | RN     | Ouvrier agricole            |

### Résultats détaillés

#### Élections de mars 2015
Lors des élections départementales de 2015, le binôme composé de Danielle Brun (suppléante Carine Escudero) et Joris Hébrard (suppléant Romain Cottarel) (FN) est élu au premier tour avec 53,70% des suffrages exprimés, devant le binôme composé de Martine Durieu et Claude Toutain (UMP) (24,79%). Le taux de participation est de 56,91 % (15 284 votants sur 26 857 inscrits) contre 54,43 % au niveau départemental et 50,17 % au niveau national.

#### Élections de juin 2021
Le premier tour des élections départementales de 2021 est marqué par un très faible taux de participation (33,26 % au niveau national). Dans le canton du Pontet, ce taux de participation est de 34,01 % (9 418 votants sur 27 690 inscrits) contre 34,94 % au niveau départemental. À l'issue de ce premier tour, deux binômes sont en ballottage : Danielle Brun et Joris Hebrard (RN, 59,83 %) et Philippe Pascal et Fabienne Vera (Union à gauche, 40,17 %).
Le second tour des élections est marqué une nouvelle fois par une abstention massive équivalente au premier tour. Les taux de participation sont de 34,36 % au niveau national, 38,18 % dans le département et 36,63 % dans le canton du Pontet. Danielle Brun et Joris Hebrard (RN) sont élus avec 59,53 % des suffrages exprimés (5 577 voix pour 10 145 votants et 27 693 inscrits),,.

## Composition
Le canton du Pontet est composé de 5 communes entières.
| Nom                               | Code Insee | Intercommunalité | Superficie (km2) | Population (dernière pop. légale) | Densité (hab./km2) | Modifier                                    |
| --------------------------------- | ---------- | ---------------- | ---------------- | --------------------------------- | ------------------ | ------------------------------------------- |
| Le Pontet (bureau centralisateur) | 84092      | CA Grand Avignon | 10,77            | 17 985 (2022)                     | 1 670              | modifier les données · modifier les données |
| Jonquerettes                      | 84055      | CA Grand Avignon | 2,57             | 1 597 (2022)                      | 621                | modifier les données · modifier les données |
| Saint-Saturnin-lès-Avignon        | 84119      | CA Grand Avignon | 6,25             | 5 211 (2022)                      | 834                | modifier les données · modifier les données |
| Vedène                            | 84141      | CA Grand Avignon | 11,18            | 11 799 (2022)                     | 1 055              | modifier les données · modifier les données |
| Velleron                          | 84142      | CA Grand Avignon | 16,39            | 3 138 (2022)                      | 191                | modifier les données · modifier les données |
| Canton du Pontet                  | 8414       |                  | 47,16            | 39 730 (2022)                     | 842                | modifier les données                        |

## Démographie
En 2022, le canton comptait 39 730 habitants, en évolution de +3,91 % par rapport à 2016 (Vaucluse : +1,73 %, France hors Mayotte : +2,11 %).
| 2013   | 2018   | 2022   |
| ------ | ------ | ------ |
| 37 182 | 37 756 | 39 730 |